# Oscar Apfel

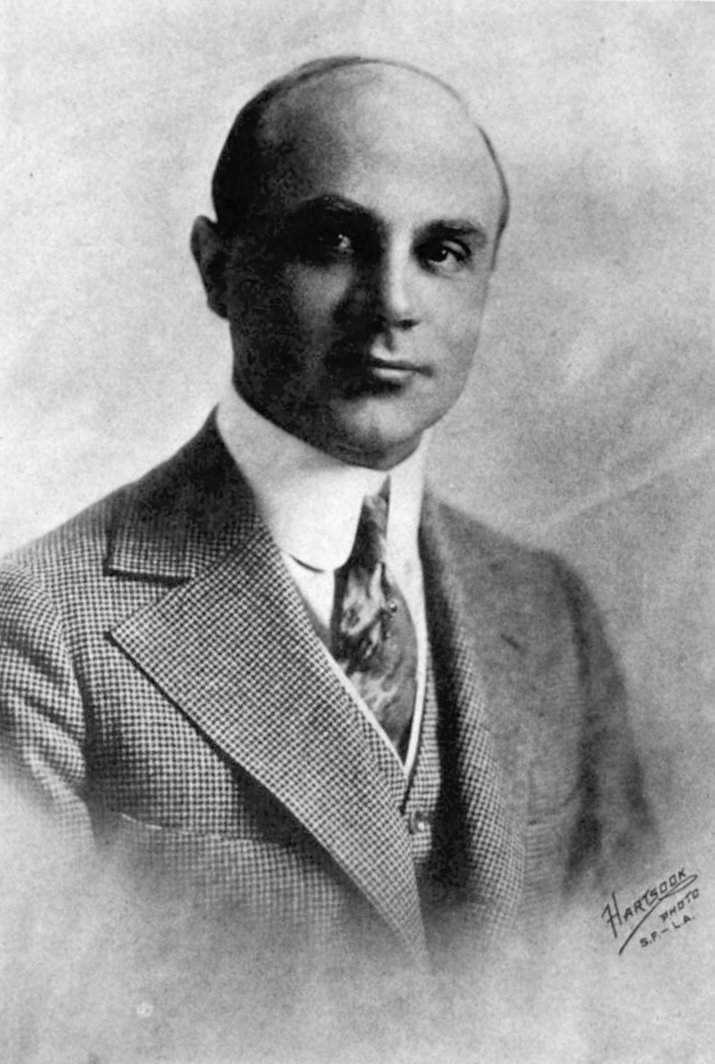
Oscar Apfel (um 1920)

Oscar C. Apfel (* 17. Januar 1878 in Cleveland, Ohio; † 21. März 1938 in Hollywood, Kalifornien) war ein US-amerikanischer Schauspieler, Stummfilmregisseur, Drehbuchautor und Produzent.

## Leben und Karriere
Oscar Apfel begann seine professionelle Schauspielkarriere um 1900 in seiner Heimatstadt Cleveland. Schnell stellte sich der Erfolg ein und er arbeitete bald auch als Theaterproduzent und -regisseur, womit er als einer der jüngsten Theaterregisseure Amerikas galt. Im April 1906 spielte er am Broadway in der Komödie The Optimist, die jedoch schon nach kurzer Zeit abgesetzt wurde. 1911 hatte Apfel seinen Einstieg ins Filmgeschäft, als er von der Filmgesellschaft Thomas A. Edison, Inc. von Thomas Alva Edison als Schauspieler und Regisseur verpflichtet wurde.
Erstes Renommee brachte Apfel der Kurzfilm The Passer-By (1912), der insbesondere durch seine innovative Kameraarbeit überzeugte. Nach seinem Abschied bei Edison arbeitete er in den folgenden Jahren bei weiteren Filmstudios als Regisseur, unter anderem für Jesse L. Lasky sowie Cecil B. DeMille. Gemeinsam mit DeMille führte er beim bedeutenden Stummfilm-Western The Squaw Man Regie, der mit einer Länge von sechs Rollen eine der ersten abendfüllenden Produktionen und ein großer finanzieller Erfolg war. Für die William Fox Corporation drehte er in den folgenden Jahren unter anderem eine Westernreihe mit William Farnum sowie die erste Filmversion von Peer Gynt. 1919 erreichte Apfel mit seinem Drama Ravished Armenia größere Aufmerksamkeit, das den Völkermord an den Armeniern als erster Film thematisierte. Bei einigen seiner insgesamt rund 120 Filme war er auch Produzent und Drehbuchautor. 
Bereits in den 1920er-Jahren verlor sich Apfels Regiekarriere mit zahlreichen Low-Budget-Filmen in die Mittelmäßigkeit. 1927 drehte er seinen letzten Film als Regisseur und stand fortan ausschließlich als Schauspieler vor der Kamera. In der Tonfilmära musste er sich auch hier meist mit kleineren bis mittleren Nebenrollen begnügen; häufig als Geschäftsmann, Bankier, Beamter oder Richter. Er verkörperte unter anderem einen Zeitungsverleger in Spätausgabe (1931) mit Edward G. Robinson und spielte neben W. C. Fields in den Komödien Die gute alte Zeit und Man on the Flying Trapeze. 1938 verstarb Oscar Apfel, der bis zu seinem Tod in rund 175 Filmen spielte, im Alter von 60 Jahren an einem Herzinfarkt.

## Filmografie

### Als Regisseur, Autor und Produzent (Auswahl)
- 1911: The Wedding Bell
- 1911: Aida
- 1912: The Passer-By
- 1912: Thirty Days at Hard Labor
- 1914: Brewster’s Millions
- 1914: The Call of the North
- 1914: The Ghost Breaker
- 1914: The Squaw Man
- 1915: Peer Gynt
- 1917: Vanata, das Indianermädchen (The Hidden Children)
- 1919: Phil-for-Short
- 1919: Me and Captain Kidd
- 1919: Ravished Armenia
- 1924: The Heart Bandit
- 1926: The Call of the Klondike
- 1927: In Search of a Thrill

### Als Schauspieler (Auswahl)
- 1913: The Fight for Right
- 1928: Der Kriminal-Kavalier (Romance of the Underworld)
- 1929: Etappe 1918 (True Heaven)
- 1929: Marianne
- 1930: The Right to Love
- 1930: Abraham Lincoln
- 1930: Das Verbrechen von Buenas Terras (The Texan)
- 1931: Yvonne
- 1931: Spätausgabe (Five Star Final)
- 1931: The Woman from Monte Carlo
- 1931: Buster hat nichts zu lachen (Sidewalks of New York)
- 1932: Business and Pleasure
- 1932: Hot Saturday
- 1932: Call Her Savage
- 1932: The Man Who Played God
- 1932: Symphony of Six Million
- 1932: Rasputin: Der Dämon Rußlands (Rasputin and the Empress)
- 1932: Badenix (You Said a Mouthful)
- 1932: Ein ausgefuchster Gauner (High Pressure)
- 1932: Rettender Ruin (A Successful Calamity)
- 1932: Der Theaterprofessor (Speak Easily)
- 1932: Blondie of the Follies
- 1933: Employees’ Entrance
- 1933: The Story of Temple Drake
- 1933: Zwischen heut und morgen (Gabriel Over the White House)
- 1933: Eine Frau vergisst nicht (Only Yesterday)
- 1933: Die Hafen-Annie (Tugboat Annie)
- 1934: Die gute alte Zeit (The Old Fashioned Way)
- 1934: Manhattan Melodrama
- 1934: Die Rothschilds (The House of Rothschilds)
- 1935: Man on the Flying Trapeze
- 1935: Stadt an der Grenze (Bordertown)
- 1935: Das Schiff des Satans (Dante’s Inferno)
- 1935: Novak liebt Amerika (Romance in Manhattan)
- 1935: Party Wire
- 1935: Page Miss Glory
- 1936: San Francisco
- 1937: The Toast of New York
- 1937: Maria Walewska (Conquest)
- 1937: The Soldier and the Lady